# Marco Verde
Marco Alonso Verde Álvarez (* 11. Februar 2002 in Mazatlán) ist ein mexikanischer Boxer im Halbmittelgewicht.

## Boxkarriere
Verde nahm an der Weltmeisterschaft 2021 in Belgrad teil, wo er im Achtelfinale mit 2:3 gegen Nishant Dev ausschied. 2022 sowie 2023 wurde er Mexikanischer Meister und gewann jeweils die Panamerikameisterschaft 2022 in Guayaquil, sowie die Zentralamerika- und Karibikspiele 2023 in San Salvador. Bei der Weltmeisterschaft 2023 in Taschkent unterlag er in der Vorrunde gegen Saidjamshid Jafarov, gewann jedoch die Panamerikanischen Spiele 2023 in Santiago, wobei er Jorge Cuéllar, Omari Jones, Eduardo Beckford und José Rodríguez besiegte.
Mit diesem Erfolg hatte er sich für die Olympischen Spiele 2024 in Paris qualifiziert und zog mit Siegen gegen Tiago Muxanga, Nishant Dev und Lewis Richardson in das Finale ein, wo er gegen Asadxoʻja Moʻydinxoʻjayev unterlag und daher die olympische Silbermedaille gewann. Er ist damit der erste mexikanischer Boxer in einem olympischen Finale seit 1984, als Héctor López die Silbermedaille im Bantamgewicht gewann.

## Profikarriere
Nachdem er vom mexikanischen Manager Eddy Reynoso verpflichtet worden war, bestritt er sein Profidebüt am 3. Mai 2025 als Vorkampf einer WM-Titelvereinigung von Saúl Álvarez und gewann vorzeitig in der ersten Runde.

## Sonstiges
Marco Verde ist der Sohn des Boxers Manuel Verde, der an den Olympischen Spielen 1992 in Barcelona teilnahm und in der Vorrunde des Halbschwergewichts ausschied.